# Hydrurga Rocks
Die Hydrurga Rocks sind eine Gruppe von Klippenfelsen im Palmer-Archipel vor der Westküste des Grahamlands auf der Antarktischen Halbinsel. Sie liegen östlich von Two Hummock Island.
Luftaufnahmen der Felsen entstanden bei der Falkland Islands and Dependencies Aerial Survey Expedition (1955–1957). Das UK Antarctic Place-Names Committee benannte sie 1960 nach dem Seeleoparden (lateinisch Hydrurga leptonyx).